# Allochernes pityusensis
Espèce
Allochernes pityusensis est une espèce de pseudoscorpions de la famille des Chernetidae.

## Distribution
Cette espèce est endémique d'Ibiza dans les îles Baléares en Espagne.

## Description
Les mâles mesurent de 1,3 à 1,5 mm et les femelles de 1,7 à 1,9 mm.

## Étymologie
Son nom d'espèce, composé de pityus et du suffixe latin -ensis, « qui vit dans, qui habite », lui a été donné en référence au lieu de sa découverte, les Pityuses.

## Publication originale
- Beier, 1961 : Nochmals über iberische und marokkanische Pseudoscorpione. Eos, vol. 37, p. 21-39 (texte intégral).